# Fiherenana
Der Fiherenana ist ein Fluss im Südwesten Madagaskars.

## Verlauf
Der Fluss entspringt am Isalo-Massiv. Er fließt geradlinig in südwestliche Richtung durch zunehmend trockeneres Gebiet. Die Vegetation besteht im Wesentlichen über dem größten Teil des Einzugsgebiets aus Grassavanne. In seinem Unterlauf ist er die meiste Zeit des Jahres nur ein breites Sandbett. Der Fiherenana mündet bei Toliara in die Straße von Mosambik.

## Hydrometrie
Die Durchflussmenge des Fiherenana wurde an der hydrologischen Station Mahaboboka bei gut der Hälfte des Einzugsgebietes, über die Jahre 1952 bis 1956 gemittelt, gemessen (in m³/s).
Der Fiherenana hat sehr große Schwankungen in seinem Abflussverhalten. An der Pegelmessstelle an der RN 9 liegt es zumeist trocken. Allerdings können dort auch, wie im Dezember 1978, bis zu 10.000 m³/s abfließen, die in der Stadt Toliara zu schweren Überschwemmungen führen.